# Ritratto della famiglia di Ferdinando IV
Il Ritratto della famiglia di Ferdinando IV è un dipinto olio su tela di Angelika Kauffmann, realizzato nel 1782 e conservato all'interno del Museo nazionale di Capodimonte, a Napoli.

## Storia e descrizione
Il ritratto, esposto nella sala 37 del Museo nazionale di Capodimonte, nella zona dell'Appartamento Reale della reggia di Capodimonte, venne realizzato durante il soggiorno napoletano di Angelika Kauffmann tra il 1782 e il 1783: proveniente da Londra, la pittrice venne accolta con tutti gli onori, tanto da diventare amica intima della regina Maria Carolina. Il dipinto, durante la sua realizzazione a Roma, venne lodato da Ippolito Pindemonte, mentre nel XIX secolo era già esposto nel palazzo di Capodimonte, nella Galleria dei Ritratti.
I protagonisti dell'opera, basata su studi preliminari dal vivo, sono disposti tutti lungo una linea orizzontale su un solo piano, in un atteggiamento confidenziale, seguendo lo schema tipico del modello inglese per i ritratti di gruppo: da sinistra verso destra sono raffigurate Maria Teresa, Francesco che accarezza un cane, altri due sono posti in primo piano, Ferdinando, Maria Carolina, Maria Cristina, Luisa Maria, Maria Amalia e Gennaro Giuseppe, morto infante. Pochi sono gli elementi di arredo come una culla da passeggio, un vaso poggiato su un basamento ed un'arpa, elementi che si rifanno alla natura armoniosa e rigogliosa della Campania felix che si ritrova nello sfondo della tela, quasi indefinita.